# La salamandra (film 1971)
La salamandra (La salamandre) è un film del 1971 diretto da Alain Tanner.
Fu presentato alla Quinzaine des Réalisateurs del 24º Festival di Cannes.